# USS San Juan (CL-54)
USS San Juan (CL-54) var en lätt kryssare av Atlanta-klass i USA:s flotta. Hon kölsträcktes den 15 maj 1940 av Bethlehem Steel Co. (Fore River), Quincy, Massachusetts, sjösattes den 6 september 1941 och togs i bruk den 28 februari 1942.

## Tjänstgöring

### 1942
Efter sjötester i Atlanten seglade San Juan från Hampton Roads, Virginia, den 5 juni 1942 som en del av en hangarfartygsgrupp som bildats runt hangarfartyget Wasp (CV-7) och var på väg mot Stilla havet. Gruppen avgick från San Diego den 30 juni och eskorterade en stor grupp trupptransporter på väg till Salomonöarna där flottan var på väg att inleda krigets första stora amerikanska amfibieoperation.
Efter repetitioner på Fijiöarna gav San Juan eldunderstöd vid landstigningen på Tulagi den 7 augusti 1942. Natten mellan den 8 och 9 augusti patrullerade hon de östra infarterna till transportområdet mellan Tulagi och Guadalcanal, med amiral Norman Scott ombord, när kanonblixtar visade att strider pågick vid de västra infarterna. Striden visade sig vara slaget om Savo Island, där en fientlig kryssarstyrka sänkte fyra allierade kryssare. San Juan drog sig tillbaka från det främre området med de tomma transportfartygen den 9:e och eskorterade dem till Noumea.

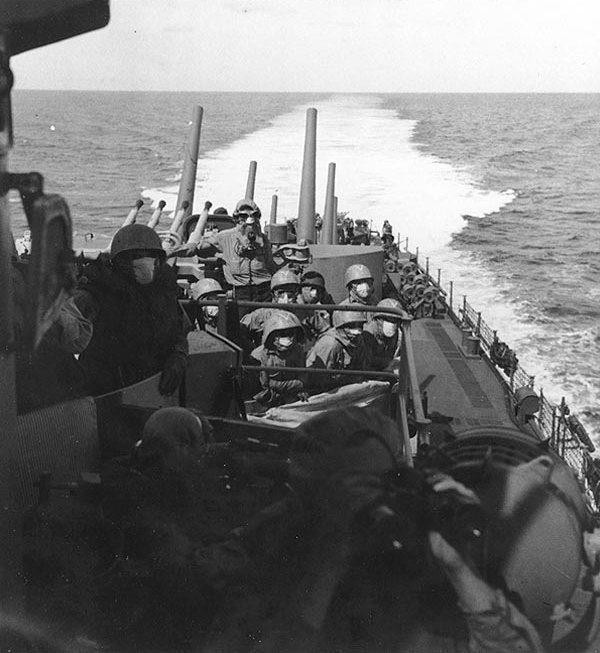
San Juan 1942

Hon återförenades sedan med Wasp och opererade med hangarfartygsstyrkan under flera veckor mellan Nya Hebriderna och Salomonöarna, på vakt mot en japansk hangarfartygsattack. Men när anfallet kom den 24 augusti hade San Juan dragit sig tillbaka för att bunkra och missade därmed slaget vid östra Solomonöarna. Enterprise träffades i slaget och San Juan, som hade skadat ett kanonfäste utanför Guadalcanal, eskorterade hangarfartyget till Pearl Harbor, dit det anlände den 10 september 1942.
Den 5 oktober satte kryssaren åter kurs mot södra Stilla havet och stannade först vid Funafuti på Elliceöarna för att leverera en däckslast med 20 mm kanoner till de marinkårssoldater som just hade landstigit där. Hon genomförde sedan en räd genom Gilbertöarna och sänkte två japanska patrullfartyg den 16 oktober. Kryssaren landsatte japanska fångar i Espiritu Santo och anslöt sig till Enterprise den 23 oktober. Tre dagar senare, efter att patrullplan hade fått kontakt med fientliga hangarfartyg, utkämpades slaget vid Santa Cruzöarna där hangarfartyget Hornet förlorades och Enterprise skadades medan japanerna led svåra förluster av flygplan och piloter. Under den sista störtbombsattacken mot formationen passerade en bomb genom San Juans akter, översvämmade flera utrymmen och skadade rodret, men gjorde det inte oanvändbart. Hon anlände till Nouméa med insatsstyrkan den 30 oktober och tillbringade sedan tio dagar i Sydney, Australien, för att få permanenta reparationer. San Juan anslöt sig till hangarfartyget Saratoga vid Nadi, ön Viti Levu, i Fiji den 24 november.

### 1943
Från december 1942 till juni 1943 var San Juan baserad i Nouméa och opererade i Korallhavet, både med hangarfartygsgrupper och ensam. I slutet av juni 1943, under ockupationen av New Georgia, patrullerade San Juans hangarfartygsgrupp i Korallhavet i 26 dagar. I slutet av juli gjorde styrkan ett snabbt stopp i Nouméa och förflyttade sig till Nya Hebriderna, först till Havannah Harbor, Efate, och senare till Espiritu Santo.
Den 1 november neutraliserade Saratoga-gruppen, inklusive San Juan, flygfält på Bougainville och Rabaul medan allierade styrkor landsteg på Bougainville. I mitten av november fungerade gruppen som en skyddsstyrka för ockupationen av Gilbertöarna. San Juan anslöt sig sedan till hangarfartyget Essex på en räd mot Kwajalein i Marshallöarna och bekämpade ihållande torpedplansattacker den 4-5 december. Kryssaren avskildes den 6 december och återvände till USA för översyn på Mare Island.

### 1944

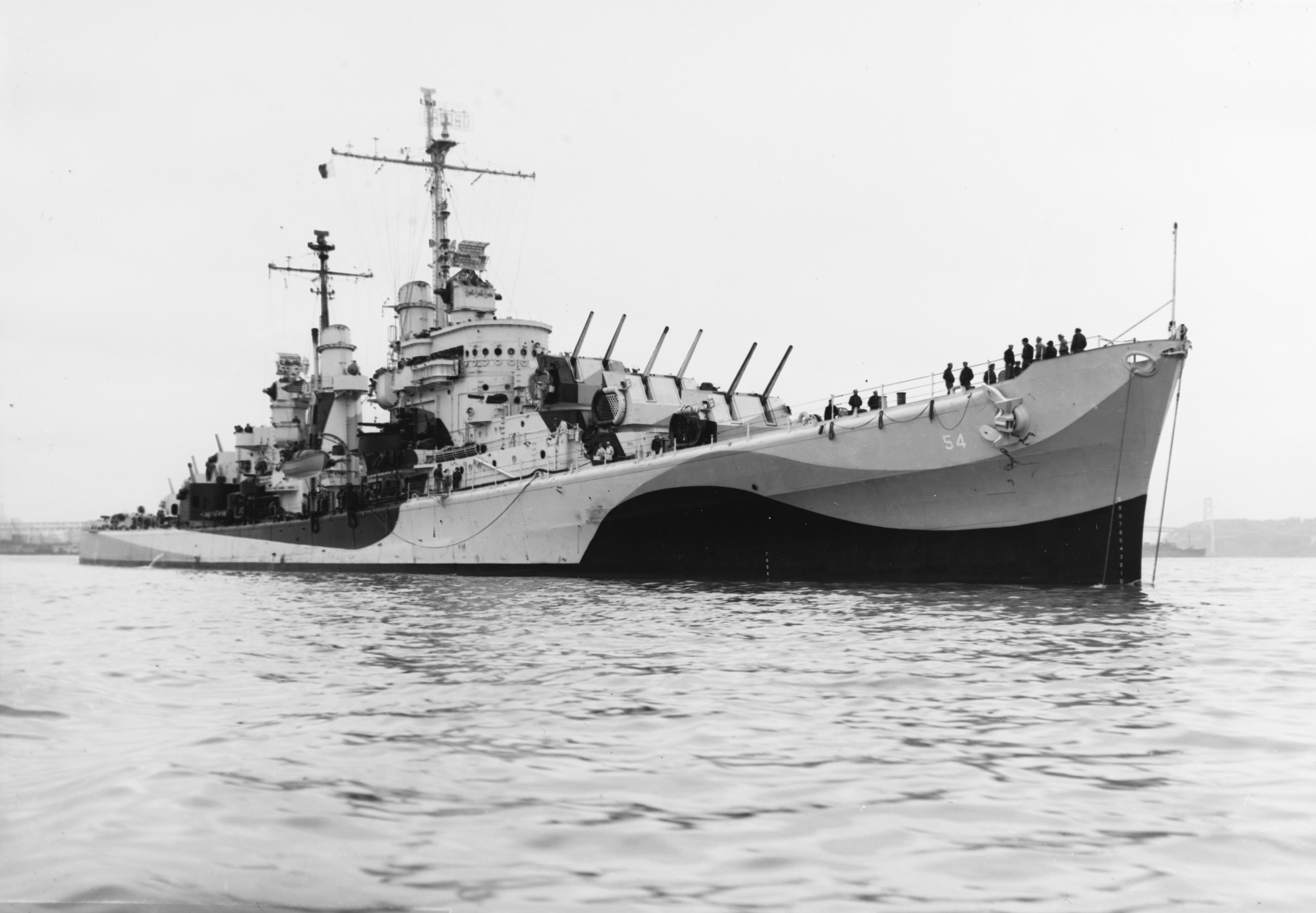
San Juan i San Francisco, 1944

San Juan återförenades med Saratoga utanför Pearl Harbor den 19 januari 1944 och styrkan skyddade ockupationen av Enewetak i februari. San Juan eskorterade sedan hangarfartygen Yorktown och Lexington i anfall mot Palau, Yap och Ulithi den 30 mars och 1 april. Den 7 april anslöt sig kryssaren till det nya hangarfartyget Hornet (CV-12), som skyddade landsättningarna vid Hollandia i april och sedan slog till mot Truk den 29-30 april. Efter att ha återvänt till baser i Marshallöarna började Hornet-gruppen stödja Marianerkampanjen i början av juni och slog till mot Iwo Jima och Chichi-jima i Boninöarna, medan amerikanska trupper landsteg på Saipan. San Juan hjälpte till att eskortera sin grupp under slaget om Filippinska sjön när amerikanska flygplan på ett avgörande sätt besegrade en japansk motattack för att rädda Marianerna och på så sätt nästan utplånade den japanska hangarfartygsstyrkan.
Efter ett kort stopp i Enewetak eskorterade San Juan de nya fartygen Wasp (CV-18) och Franklin under juli när de skyddade erövringen av Guam med anfall mot Iwo Jima och Chichi-jima. Efter en attack mot Palau och Ulithi beordrades San Juan till San Francisco för översyn och avgick från Enewetak den 4 augusti med USS Yorktown.
Efter repetitionsutbildning i San Diego och Pearl Harbor anslöt sig San Juan till Lexingtons-grupp vid Ulithi den 21 november. I början av december följde hon hangarfartygen i anfallen mot Formosa och Luzon för att stödja landstigningen på Mindoro. Under denna operation skickades hon ensam inom spaningsavstånd från japanska flygfält i ett försök att locka fram japanska flygplan, men ingen attack skedde. Den 18-19 december drabbades styrkan av en tyfon och återvände till Ulithi på julafton.

### 1945
Sex dagar senare var hangarfartygen på väg igen och skyddade ockupationen av Luzon med anfall mot Formosa, Okinawa och Luzon från 3-9 januari 1945, och från 10-20 januari anföll de hamnar och fartyg i Sydkinesiska havet, särskilt Saigon, Cam Ranh Bay och Hongkong. Efter att ha bunkrat på Ulithi eskorterade San Juan Hornet under fartygets flyganfall mot Tokyo under operationen vid Iwo Jima i februari och återvände sedan till Ulithi den 1 mars för att förbereda sig för invasionen av Okinawa.
San Juan återförenades med Hornet den 22 mars och fram till den 30 april opererade hon med henne norr och öster om Ryukyuöarna, förutom den 21 april då hon besköt Minami Daito Shima, en liten ö cirka 290 km från Okinawa. Flygplan från San Juans grupp hjälpte till att sänka Yamato den 7 april. Efter nio dagar på Ulithi var Hornet-gruppen åter på plats utanför Ryukyuöarna för anfall mot mål i Japan. San Juan anlände till Leytebukten den 13 juni för reparationer och anslöt sig sedan till hangarfartyget Bennington den 1 juli för fler anfall mot de japanska hemöarna. Hon var till sjöss när nyheten om den japanska kapitulationen mottogs den 15 augusti, och den 27 augusti, efter 59 dagar till sjöss, anslöt hon sig till den 3:e flottans triumferande intåg i Sagami Wan, strax utanför Tokyobukten.
San Juans ombordvarande enhetschef, Commodore Rodger W. Simpson, tilldelades ansvaret för att befria, vårda och evakuera allierade krigsfångar i Japan. Den 29 augusti gick fartyget in i Tokyobukten och landade grupper som befriade fångar i lägren i Omori och Ofuna och på Shanagawa-sjukhuset. De tidigare fångarna överfördes till sjukhusfartygen Benevolence och Rescue. Efter att ha evakuerat lägren i Tokyo-området förflyttade sig San Juan till Nagoya-Hamamatsu-området i söder och sedan till Sendai-Kamaishi-området i norr. Efter att ha slutfört arbetet förtöjde kryssaren den 23 september bredvid det sista japanska slagskeppet, Nagato, i Yokosuka och skiftade till en yttre ankarplats där den 28 oktober. Hon seglade till USA den 14 november, landsatte kommendör Simpson i Pearl Harbor och fortsatte till USA med hemvändande trupper, dit hon anlände den 29 november. Tre dagar senare seglade hon på "Magic Carpet"-uppdrag till Nouméa och Tutuila och återvände till San Pedro, Kalifornien, den 9 januari 1946 med en full last av trupper.

## Avveckling och försäljning
Kryssaren anlände till Bremerton, Washington, för inaktivering den 24 januari 1946, och togs ur bruk och placerades i reserv där den 9 november 1946. San Juan ombetecknades till CLAA-54 den 28 februari 1949. Hon ströks från flottans register den 1 mars 1959 och såldes den 31 oktober 1961 till National Metal and Steel Corporation, Terminal Island, Los Angeles, Kalifornien, för skrotning.